# Lyle Foster
Lyle Foster (sinh ngày 3 tháng 9 năm 2000), là một cầu thủ bóng đá người Nam Phi hiện tại thi đấu ở vị trí tiền đạo cho Orlando Pirates.

## Sự nghiệp câu lạc bộ
Sau khi được đẩy lên đội một của Pirates ở mùa giải 2017–18, Foster có tên trong danh sách 60 cầu thủ trẻ tiềm năng nhất thế giới theo tờ báo Anh The Guardian.

## Thống kê sự nghiệp

### Câu lạc bộ
Tính đến 5 tháng 11 năm 2017
| Câu lạc bộ      | Mùa giải  | Giải vô địch     | Giải vô địch | Giải vô địch | Cúp     | Cúp       | Châu lục | Châu lục  | Khác    | Khác      | Tổng cộng | Tổng cộng |
| Câu lạc bộ      | Mùa giải  | Hạng đấu         | Số trận      | Bàn thắng    | Số trận | Bàn thắng | Số trận  | Bàn thắng | Số trận | Bàn thắng | Số trận   | Bàn thắng |
| --------------- | --------- | ---------------- | ------------ | ------------ | ------- | --------- | -------- | --------- | ------- | --------- | --------- | --------- |
| Orlando Pirates | 2017–18   | ABSA Premiership | 9            | 1            | 2       | 0         | 0        | 0         | –       | –         | 11        | 1         |
| Tổng cộng       | Tổng cộng | Tổng cộng        | 9            | 1            | 2       | 0         | 0        | 0         | –       | –         | 11        | 1         |

Ghi chú
1. ↑  Số trận ở Cúp Nedbank